# Migliano (Marsciano)
Migliano is een plaats (frazione) in de Italiaanse gemeente Marsciano.